# Miradouro da Transversal

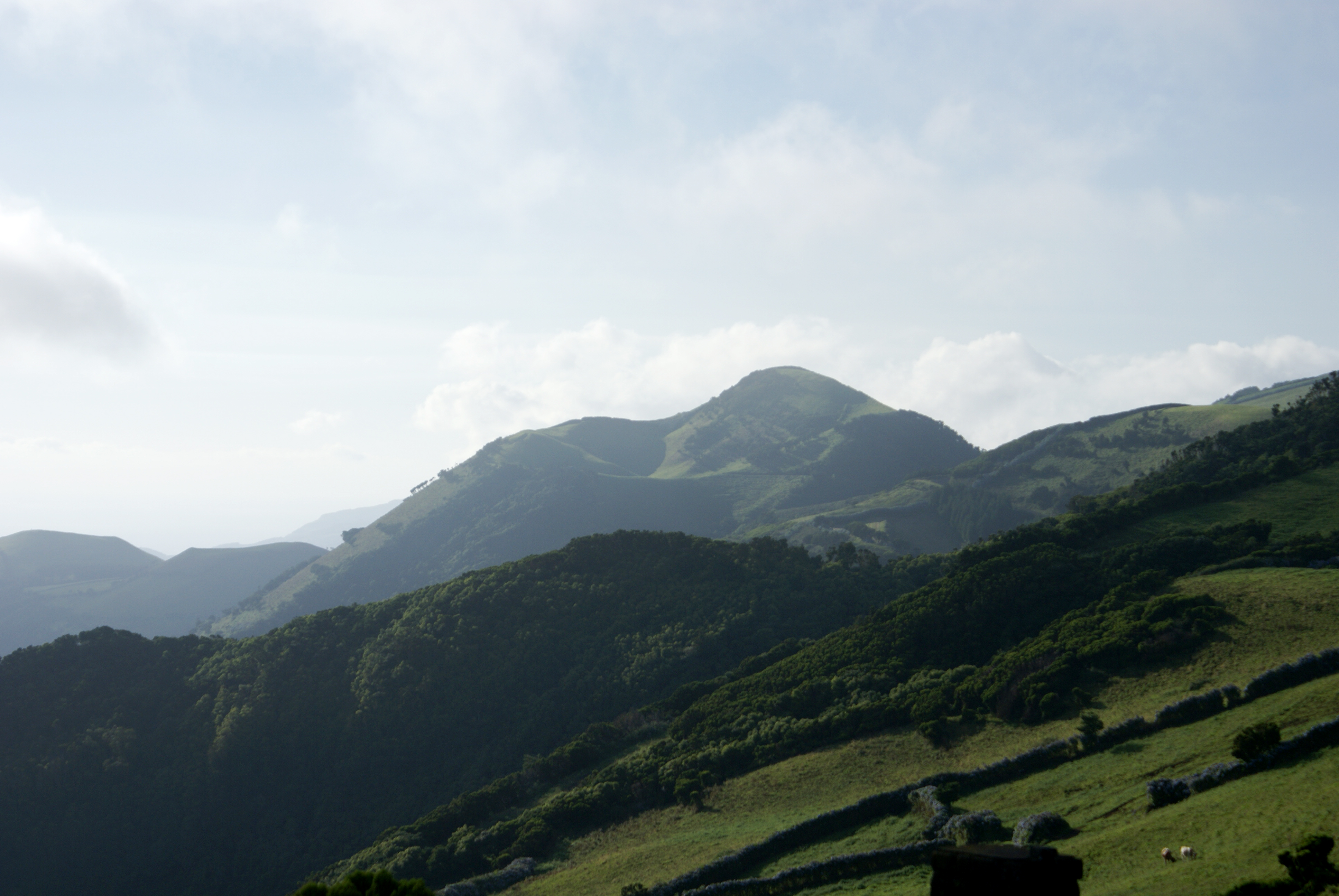
Miradouro da Transversal, montanhas.

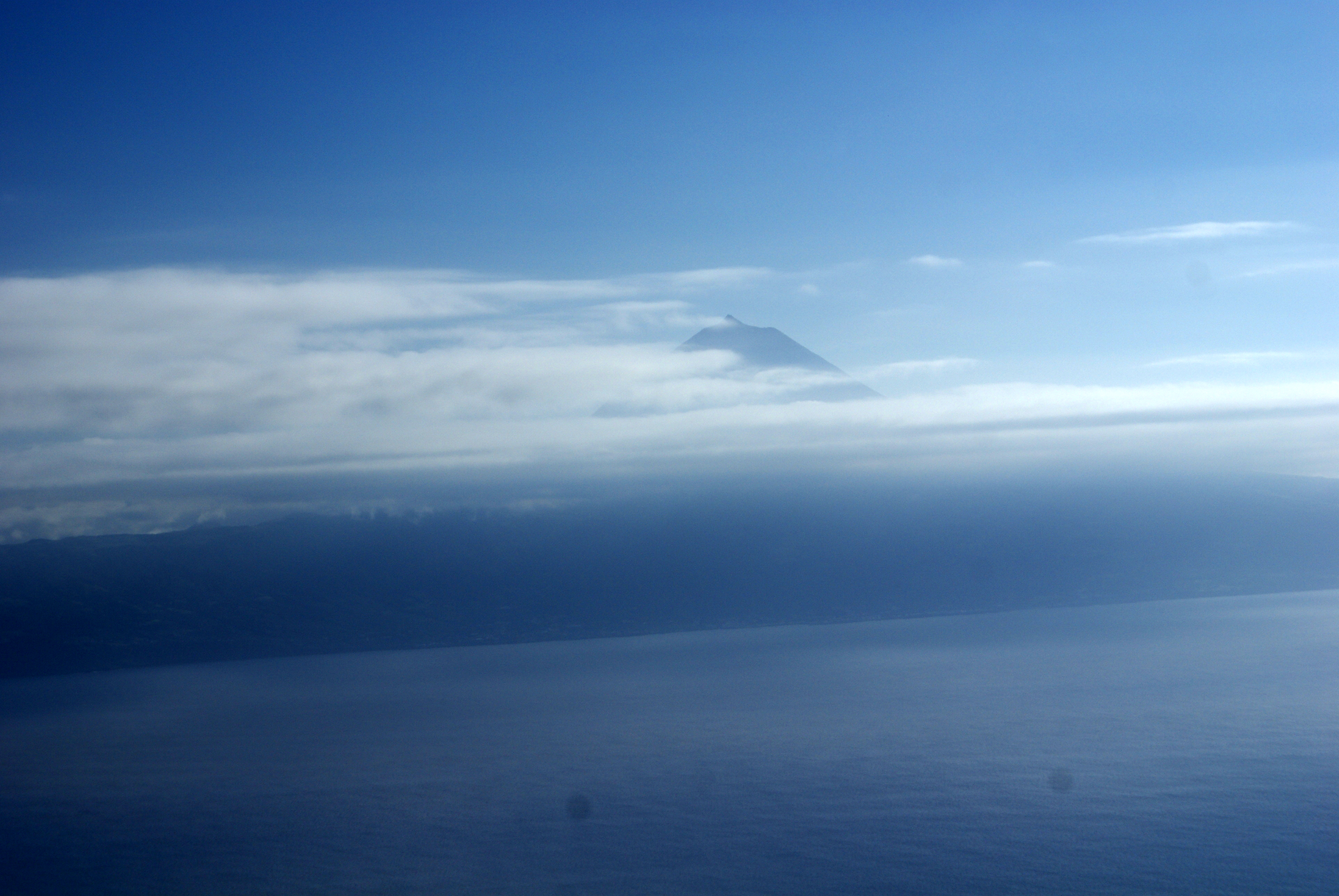
Miradouro da Transversal, A ilha do Pico.

O Miradouro da Transversal é um miradouro português localizado nas cercanias da Ribeira do Nabo, concelho da Velas, ilha de São Jorge, arquipélago dos Açores.
Deste miradouro que oferece à vista toda uma paisagem que se estende desde o cimo das montanhas centrais da ilha de São Jorge até à ilha do Pico no outro lado do canal Pico-São Jorge, é possível apreciar uma amplitude de horizonte extremamente vasta. Ao fundo, junto ao mar, estende-se o casario da Ribeira do Nabo, da Urzelina, e das Velas.
Este miradouro ocupa uma área de 530 metros quadrados, espaço onde se encontram instalados um fontanário e uma churrasqueira, uma zona de merendas com mesas e bancos e um parque de estacionamento.

## Referência
- São Jorge com duas novas zonas de lazer.[ligação inativa]

## Galeria

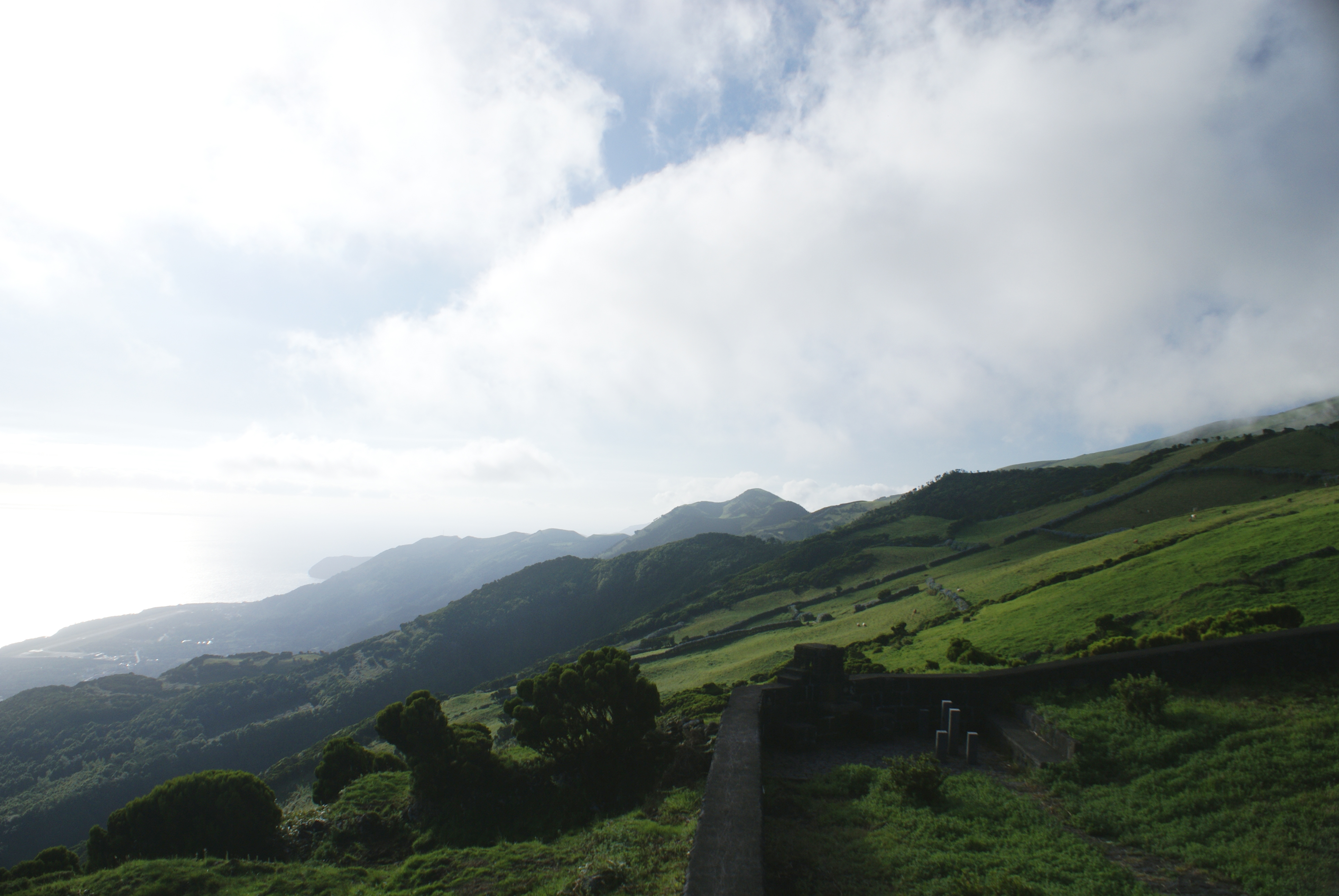
Miradouro da Transversal, paisagem
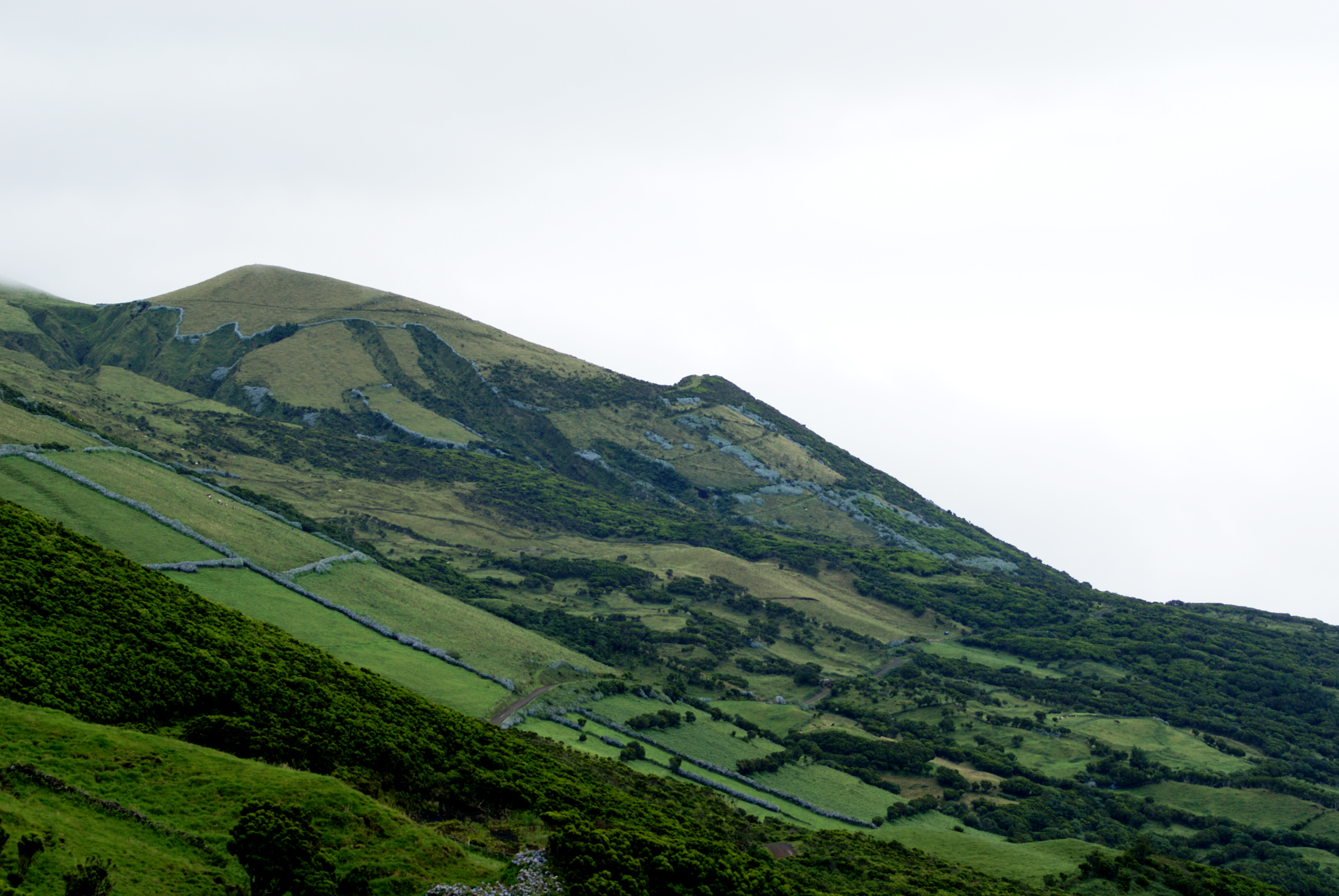
Miradouro da Transversal, pastagem